# Диалло, Абдулайе (футболист, март 1992)
Абдулайе Диалло (фр. Abdoulaye Diallo; род. 30 марта 1992, Реймс) — сенегальский футболист, вратарь. Выступал за сборную Сенегала. Участник чемпионата мира 2018 года.

## Клубная карьера

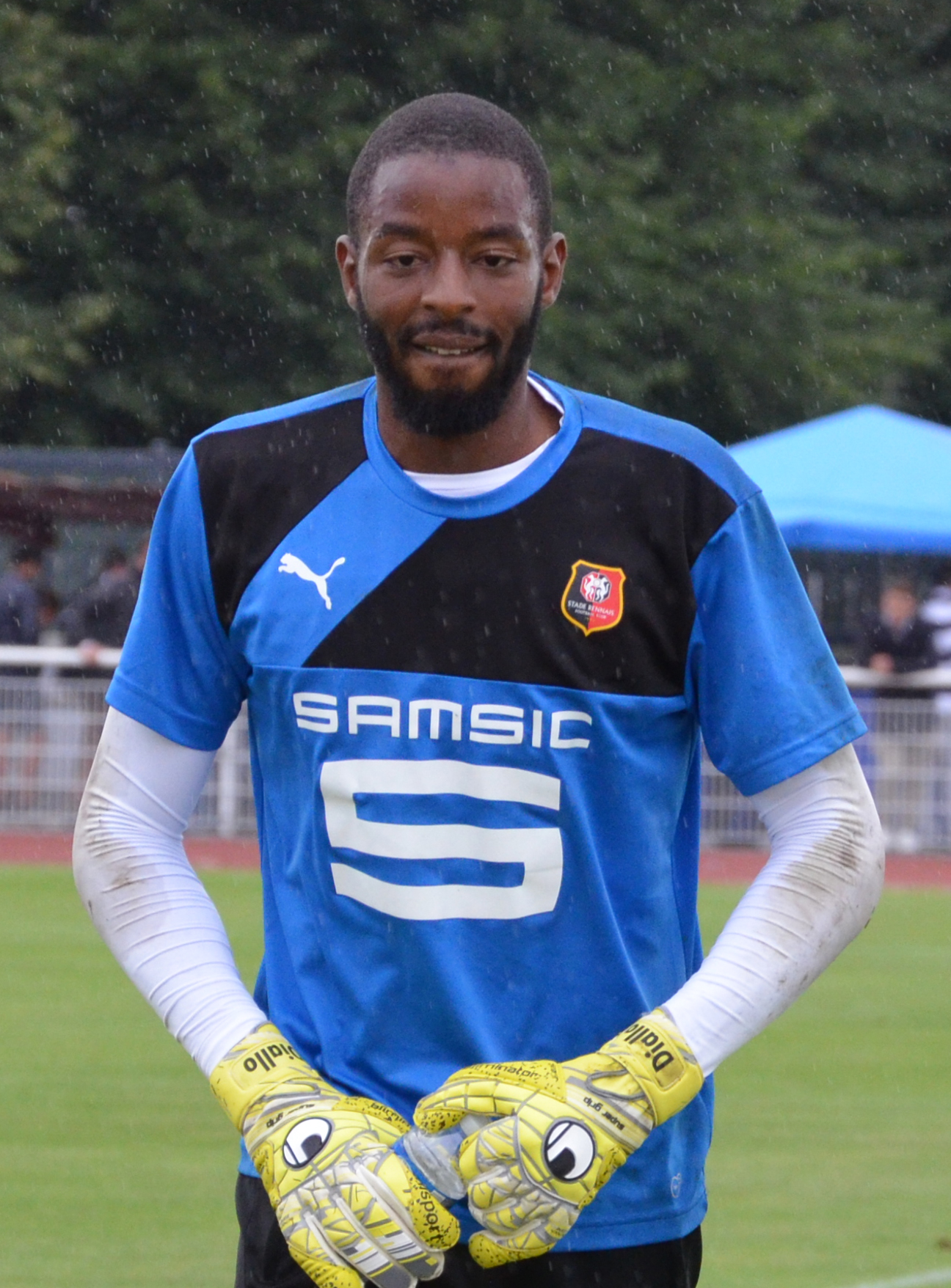
Диалло в составе «Ренна»

Диалло — воспитанник клубов «Реймс» и «Ренн». 29 ноября 2009 года в матче против «Олимпик Лион» он дебютировал в Лиге 1 в составе последнего. Абдулайе не всегда проходил в основу и для получения игровой практики выступал за дублирующий состав. В начале 2014 года Диалло на правах аренды перешёл в «Гавр». 3 февраля 2014 года в матче против «Нанси» он дебютировал в Лиге 2. Летом 2016 года Абдулайе был отдан в аренду в турецкий «Ризеспор». В матче против команды «Акхисар Беледиеспор» он дебютировал в турецкой Суперлиге. По окончании аренды Диалло вернулся в «Ренн».

## Международная карьера
В 2010 году в составе юношеской сборной Франции Диалло выиграл домашний юношеский чемпионат Европы. На турнире он сыграл в матчах против команд Нидерландов, Австрии, Англии, Хорватии и Испании.
В 2015 году Диалло принял решение выступать за Сенегал. 28 марта в товарищеском матче против сборной Ганы он дебютировал за сборную Сенегала.
В 2017 году Диалло принял участие в Кубке Африки в Габоне. На турнире он сыграл в матчах против сборных Зимбабве, Туниса и Камеруна.
В 2018 году Диалло принял участие в чемпионате мира в России. На турнире он был запасным и на поле не вышел.

## Достижения
Международные
Франция (до 19)
- Юношеский чемпионат Европы — 2010